# ميناء روتردام
ميناء روتردام هو أكبر ميناء في أوروبا وأكبر ميناء خارج آسيا، وتقع في مدينة روتردام في محافظة جنوب هولندا في هولندا. كان يعتبر أكبر ميناء في العالم من عام 1962 حتى عام 2004، ولكن تجاوزته الآن كل من ميناء شنغهاي وميناء سنغافورة بعد ذلك. وفي عام 2009، كان ميناء روتردام له عاشر أكبر حاويات في العالم في عام 2018، كانت روتردام هي أكبر ميناء للحاويات في العالم من حيث الوحدة المكافئة لعشرين قدما. في عام 2017 احتلت روتردام المرتبة العاشرة في العالم الميناء من حيث حمولة البضائع السنوية.
بمساحة تغطي 105 كيلومترا مربعا (41 ميل مربع)، يمتد ميناء روتردام الآن لمسافة 40 كيلومترا (25 ميل). وتتكون من منطقة وسط المدينة الميناء التاريخي، بما في ذلك ديلفشافين، ومجمع ماشهافين/ رينهافين/فينورد، والمرافئ حول نووي-ماتينيس، والهافن، فونديلينغينبلات، اييمهافن، بوتلاك، يوروبورت، وتقع على طول «كالانكانال»، نيوا فاترفيخ وهيت سخيور، (وهذا الأخير 2 يجري استمرارا ل نيوا ماس)، ومنطقة ماسفلاكتي المستصلحة، والتي المشاريع في بحر الشمال. يقع ميناء روتردام في منتصف دلتا الراين - الماس - سخيلده. يوجد في روتردام خمسة امتيازات موانئ داخل حدودها - تديرها شركات منفصلة تحت السلطة العامة في روتردام.
تتكون روتردام من خمس مناطق موانئ متميزة وثلاث مناطق توزيع تسهل احتياجات المناطق النائية مع أكثر من 50.000.000 مستهلك في جميع أنحاء قارة أوروبا.

## نيوا فاترفيخ
في النصف الأول من القرن التاسع عشر، انتقلت أنشطة الميناء من الوسط غربًا نحو بحر الشمال. لتحسين الاتصال إلى بحر الشمال، تم تصميم نيوا فاترفيخ («الممر المائي الجديد»)، وهي قناة مائية كبيرة للربط بين نهر الراين ونهر الميز إلى البحر. قام بيتر كالاند بتصميم نيوا فاترفيخ، التي كان من المقرر حفرها جزئيًا، ثم تعميق قاع القناة من خلال التدفق الطبيعي للمياه. ومع ذلك، في نهاية المطاف، كان لا بد من حفر الجزء الأخير عن طريق العمل اليدوي أيضًا. ومع ذلك، أصبح لدى روتردام منذ ذلك الحين اتصال مباشر بين البحر ومناطق الميناء بعمق كافٍ. منذ ذلك الحين تم تعميق نيوا فاترفيخ عدة مرات. أصبحت جاهزة في عام 1872 وتشكلت جميع أنواع النشاط الصناعي على ضفاف هذه القناة.

## امتدادات يوروبورت ماسفلاكتي

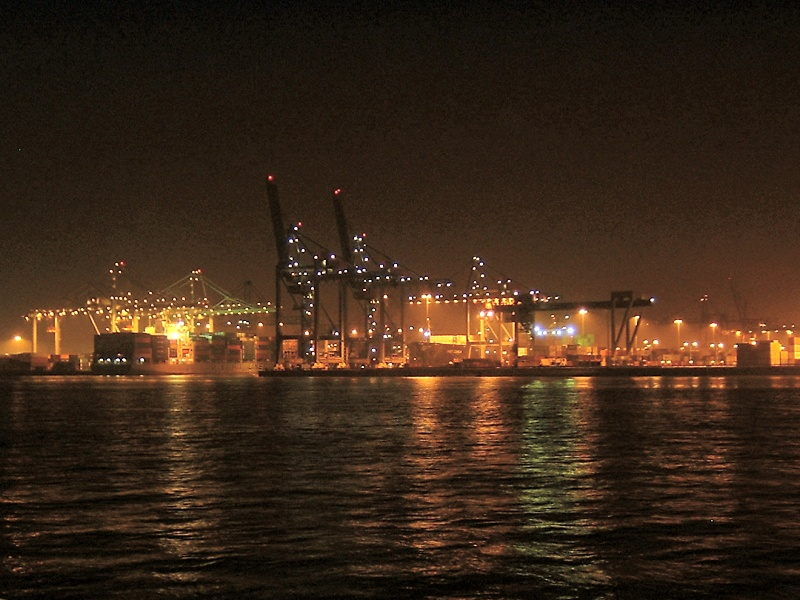
والهافن بالليل.

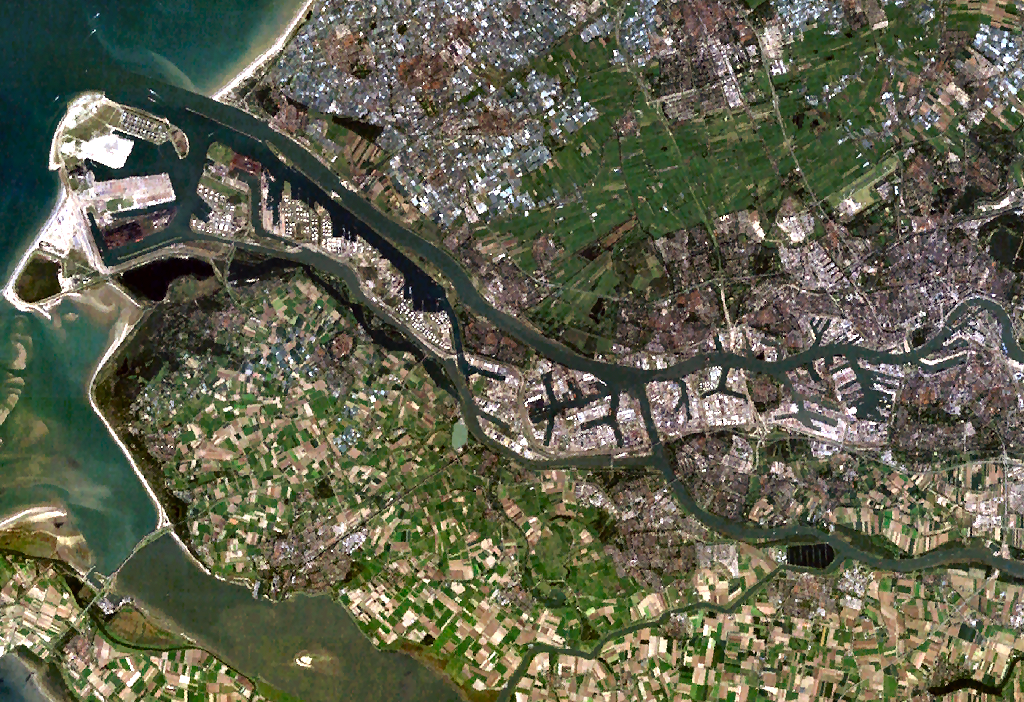
صورة بالأقمار الصناعية لميناء روتردام.

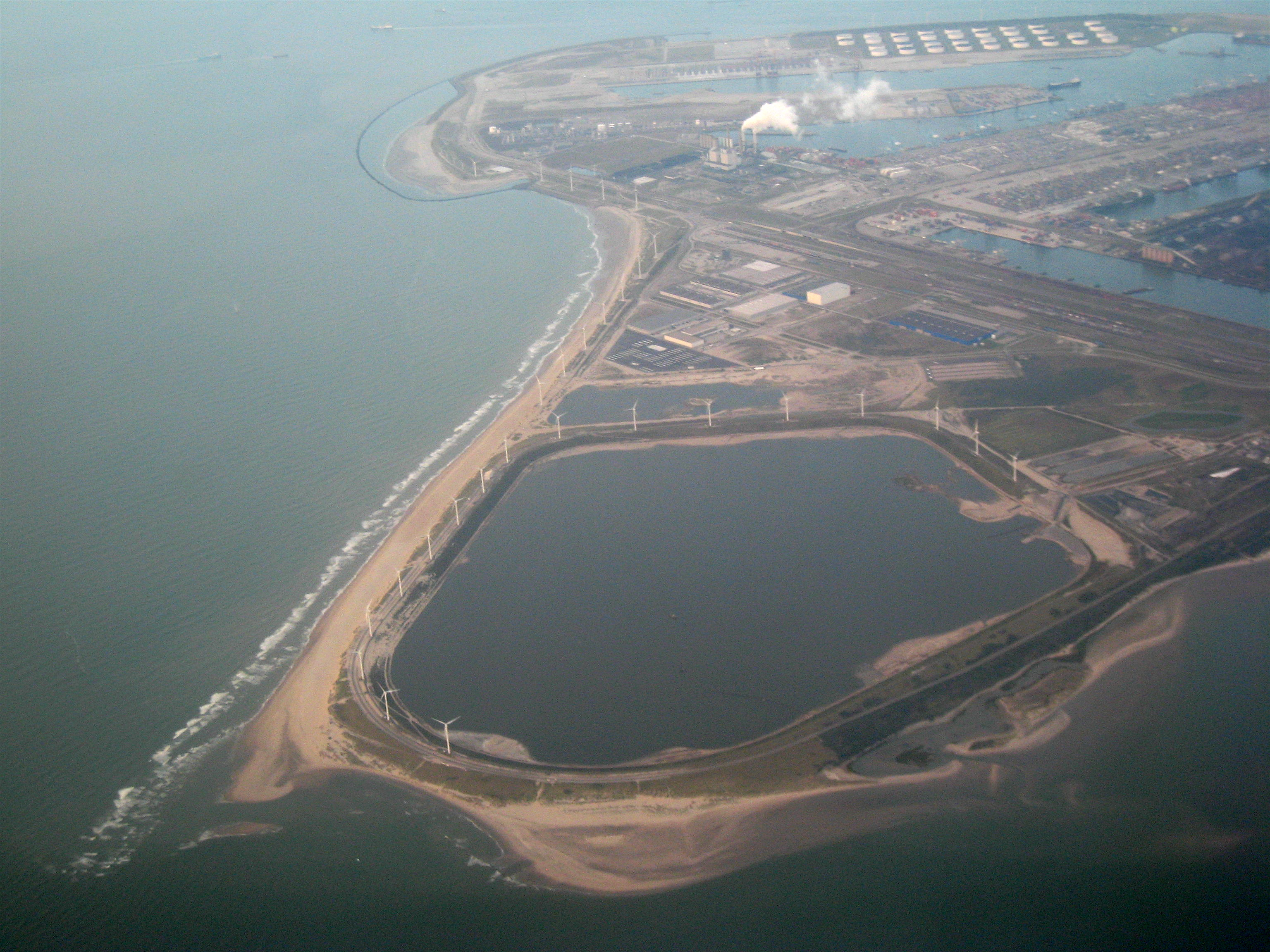
منظر جوي لمنطقة ماسفلاكتي، أحد أحدث الامتدادات للميناء.

على مر السنين، تم تطوير الميناء بشكل أكبر باتجاه البحر من خلال بناء أرصفة وأحواض جديدة. تم توسيع أراضي ميناء روتردام من خلال بناء مجمع يوروبورت (بوابة إلى أوروبا) على طول مصب نيوا فاترفيخ. في عقد 1970 تم تمديد ميناء في البحر في الجانب الجنوبي من فم نيوا فاترفيخ من الانتهاء من ماسفلاكتي (سهل نهر الميز) التي بنيت في بحر الشمال بالقرب هوك فان هولاند.
في السنوات الخمس الماضية، تم تغيير الأفق الصناعي بإضافة أعداد كبيرة من توربينات الرياح للاستفادة من الظروف الساحلية المكشوفة. حصل بناء ماسفلاكتي الثاني على الموافقة السياسية الأولية في عام 2004، ولكن تم إيقافه من قبل مجلس الدولة الهولندي(بالهولندية:  Raad van State)، الذي يقدم المشورة للحكومة والبرلمان بشأن التشريع والحكم) في عام 2005، لأن الخطط لم تأخذ في الاعتبار بشكل كاف من القضايا البيئية. ومع ذلك، في 10 أكتوبر 2006، تم الحصول على الموافقة لبدء البناء في عام 2008، بهدف إرساء أول سفينة في عام 2013.

## مميزات
الأكثر أهمية بالنسبة للميناء روتردام هي صناعة البتروكيماويات والعامة البضائع الترانزيت عمليات المناولة.يعمل المرفأ كنقطة عبور مهمة لنقل البضائع السائبة وغيرها بين القارة الأوروبية وأجزاء أخرى من العالم. يتم نقل البضائع من روتردام عن طريق السفن أو البارجة النهرية أو القطار أو الطريق. منذ عام 2000، كان خط Betuweroute ، وهو سكة حديدية لنقل البضائع سريعة من روتردام إلى ألمانيا، قيد الإنشاء. تم افتتاح الجزءالهولندي من خط السكة الحديد هذا في عام 2007. تقعمصافي النفط الكبيرة غرب المدينة. نهر ماس ويوفر نهر الراين أيضًا وصولاً ممتازًا إلى المناطق النائية.

### مشروع 24 مترا
وEECV-رصيف الميناء لديه مشروع من 24 مترا (78 قدما). وهذا جعلها واحدة من اثنين فقط من مواقع الإرساء المتاحة لواحدة من أكبر سفن البضائع السائبة في العالم، ناقلة خام الحديد MS Berge Stahl عندما يتم تحميلها بالكامل، جنبًا إلى جنب مع محطة Ponta da Madeira في البرازيل،   حتى افتتاح رصيف جديد لخام الحديد في المياه العميقة في Caofeidian في الصين في عام 2011.  يترك غاطس السفينة البالغ 23 مترًا (75 قدمًا) مترًا واحدًا (3 أقدام) من خلوص العارضة، لذلك يمكن فقط الالتحام في نافذة المد والجزر المحدودة. يجب أن تسافر هذه السفن في Eurogeul .

### عمليات الحاوية الروبوتية
يتم التعامل مع الكثير من عمليات تحميل وتكديس الحاويات في الميناء بواسطة رافعات آلية مستقلة وعربات يتحكم فيها الكمبيوتر. كان ECT رائدًا في تطوير أتمتة المحطات. في محطة دلتا، تكون العربات - أو المركبات الموجهة الآلية (AGV) - بدون طيار وتحمل كل منها حاوية واحدة. تتنقل العربات بطريقتها الخاصة حول المحطة بمساعدة شبكة مغناطيسية مدمجة في مدرج المطار. بمجرد تحميل الحاوية على AGV ، يتم التعرف عليها بواسطة «عيون» الأشعة تحت الحمراء وتسليمها إلى المكان المخصص لها داخل المحطة. تسمى هذه المحطة أيضًا «المحطة الوهمية».
تأخذ رافعات التكديس الآلية غير المأهولة (ASC) الحاويات من / إلى عربات AGV وتخزينها في ساحة التكديس. تنفذ محطة Euromax الأحدث تطوراً لهذا التصميم يلغي استخدام ناقلات الخطوط الجانبية لعمليات الجانب الأرضي.

### تقنية ذكية
تستخدم هيئة الموانئ في ميناء روتردام إنترنت الأشياء، وهي منصة قائمة على السحابة، لجمع البيانات ومعالجتها من أجهزة الاستشعار حول الميناء. في مايو 2019، أرسل الميناء الحاوية 42 في مهمة لجمع البيانات لمدة عامين.

## الإدارة
يتم تشغيل الميناء من قبل هيئة ميناء روتردام، وهي في الأصل هيئة بلدية تابعة لبلدية روتردام، ولكن منذ 1 يناير 2004، شركة حكومية مملوكة بشكل مشترك لبلدية روتردام والدولة الهولندية.

## حواجز الفيضانات
ميناء روتردام والمنطقة المحيطة به عرضة لهبوب عاصفة من بحر الشمال. كجزء من خطة أعمال دلتا، تم بناء حاجزMaeslantkering في الفترة من 1991 إلى 1997 لحماية المنطقة. يتكون حاجز الفيضان هذا من بابين ضخمين يستقران عادة في حوض جاف بجانب Nieuwe Waterweg. عند توقع حدوث فيضان يبلغ ارتفاعه 3 أمتار (9.8 قدمًا) فوق NAP (متوسط مستوى سطح البحر)، يتم تنشيط الحاجز. غمر الحوض الجاف بالمياه، وتدور البوابات حول محور لتطفو في موضعها، مثل القيسونات، وغرقت في مكانها. عندما ينحسر مستوى الماء بدرجة كافية لفتح البوابات، يتم إرجاعها إلى أرصفتها. يقع حاجز آخر، Hartelkering ، في Hartelkanaal.

## الاستدامة
يهدف ميناء روتردام إلى أن يكون خاليًا من الانبعاثات بحلول عام 2050.